# Branko Oblak
Branko Oblak [bránko óblak], slovenski nogometaš in trener, * 27. maj 1947, Ljubljana, Slovenija.
»Brane« je začel igrati nogomet pri ljubljanskem klubu Svoboda, od koder je leta 1965 prestopil k mestnemu tekmecu Olimpiji. Proslavil se je že na prvi tekmi, ki jo je odigral za svoj novi klub, 20. maja 1966 v Beogradu, ko je Olimpija z 2:1 premagala mnogo slovitejši Partizan in je zabil oba zadetka za Olimpijo. Do leta 1973, ko je prestopil k splitskemu Hajduku, je za Olimpijo odigral 181 tekem in dosegel 33 zadetkov. V dresu Hajduka je igral dve sezoni in v obeh bil z moštvom tako jugoslovanski državni kot pokalni prvak. Leta 1975 ga je pot zanesla v Bundesligo h klubu Schalke 04 iz Gelsenkirchna, tam je ostal 2 leti in bil v sezoni 1976/77 drugi v nemški ligi, že naslednjo sezono je prestopil v münchenski Bayern, kjer je ostal 3 sezone, v zadnji (1979/80) je bil z Bayernom tudi nemški prvak. Nato je vse do leta 1987 igral v različnih avstrijskih amaterskih klubih, dokler ni sklenil nogometne kariere. 
Za jugoslovansko reprezentanco je prvič zaigral leta 1971 na prijateljski tekmi proti Romuniji. Že naslednje leto ga je doletela čast igrati na Peléjevi poslovilni tekmi v Riu de Janeiru. Na svetovnem prvenstvu leta 1974 v Nemčiji je bil skupaj z Danilom Popivodo prvi Slovenec, ki je zaigral na svetovnem prvenstvu, zaradi dobrih iger je bil celo izbran v najboljšo enajsterico prvenstva. Leta 1976 je bil tudi član jugoslovanske reprezentance na evropskem prvenstvu v Jugoslaviji. Tega leta je končal reprezentančne nastope. V skupno 46 tekmah je dosegel 6 zadetkov.
Po končani igralski karieri se je podal v trenerske vode. Izmed članskih ekip je treniral NK Naklo, Olimpijo, Rudar Velenje, NK Koper in Ljubljano, še zlasti pa se je izkazal pri delu z mladinci. Od februarja 2004 je bil selektor mladinske reprezentance Slovenije do 21 let, že 24. maja 2004 pa je bil po odstavitvi Bojana Prašnikarja izbran za selektorja slovenske članske reprezentance.
Leta 2003, ob 50. obletnici UEFA, so članice organizirale glasovanja za najboljše nogometaše držav članic v prvih 50 letih obstoja te organizacije. Za najboljšega slovenskega nogometaša tega obdobja je bil izbran Brane Oblak, med drugimi je »premagal« tudi Srečka Katanca in Zlatka Zahoviča.
Po porazu z Bolgarijo v kvalifikacijah za evropsko prvenstvo 2008 so slovenski novinarji začeli pravo gonjo proti njemu, hrbet pa so mu obrnili tudi navijači, ki zahtevajo njegov odstop. »Ne vem, zakaj bi odstopil,« jim je odgovoril Oblak. Na koncu je 27. novembra 2006 po dogovoru s predsednikom NZS Rudijem Zavrlom vendarle sporazumno odstopil. 5. januarja 2007 ga je nasledil Matjaž Kek.
Leta 2012 je bil sprejet v Hram slovenskih športnih junakov.